# Saint-Jean-de-Ceyrargues
Saint-Jean-de-Ceyrargues là một xã ở tỉnh Gard. Xã này có diện tích 6,65 km², dân số năm 1999 là 156 người. Khu vực này có độ cao trung bình 200 mét trên mực nước biển.